# Де Греф, Вальтер
Вальтер Де Греф (фр. Walter De Greef; род. 12 ноября 1957, Беринген, Лимбург) — бельгийский футболист, игравший на позиции полузащитника. Наиболее известен по выступлениям за «Андерлехт», стал обладателем Кубка УЕФА в составе клуба. Участник чемпионата Европы 1984 года в составе национальной сборной Бельгии.

## Клубная карьера
Де Греф начинал в молодёжном клубе «Фландрия Паль», В профессиональном футболе дебютировал в 1975 году за команду «Беринген», в которой провёл пять сезонов, приняв участие в 118 матчах чемпионата.
Своей игрой за эту команду привлёк внимание представителей тренерского штаба клуба «Андерлехт», к которому присоединился в 1981 году. Отыграл за команду из Андерлехта следующие пять сезонов своей игровой карьеры. Де Греф сразу же стал постоянным игроком и выиграл Кубок УЕФА с брюссельским клубом во втором сезоне за «Андерлехт», отыграв полностью второй финальный матч против «Бенфики». Также за это время дважды завоевал титул чемпиона Бельгии 1984/1985 и 1985/1986.
Впоследствии в 1986 году переехал в австрийский клуб «Винер Шпорт-Клуб», где сыграл 24 матчей. После этого вернулся в Бельгию в клуб «Локерен», где вышел на поле всего 4 раза.
Завершил игровую карьеру в команде «Патро Эйсден Масмехелен», за которую выступал на протяжении 1988—1989 годов, выйдя на поле лишь раз.

## Карьера в сборной
17 апреля 1984 года дебютировал в официальных матчах в составе национальной сборной Бельгии в товарищеском матче против сборной Польши (1:0).
В течение этого года провёл в её форме 5 матчей, после двух товарищеских матчей получив вызов на Чемпионат Европы 1984 года во Франции. На турнире был основным центральным защитником и выходил на поле во всех матчах группового этапа против Югославии (2:0), Франции (0:5) и Дании (2:3), однако сборная не сумела выйти в раунд плей-офф.

## Статистика в сборной
| № | Дата           | Соперник  | Счёт | Турнир            |
| 1 | 17 апреля 1984 | Польша    | 1:0  | Товарищеский матч |
| 2 | 6 июня 1984    | Венгрия   | 2:2  | Товарищеский матч |
| 3 | 13 июня 1984   | Югославия | 2:0  | Евро-1984         |
| 4 | 16 июня 1984   | Франция   | 0:5  | Евро-1984         |
| 5 | 19 июня 1984   | Дания     | 2:3  | Евро-1984         |

Итого: 5 матчей / 0 голов; 2 победы, 1 ничья, 2 поражения.

## Достижения
«Андерлехт»
- Чемпион Бельгии (2): 1984/1985, 1985/1986
- Обладатель Суперкубка Бельгии: 1985
- Обладатель Кубка УЕФА: 1982/1983